# Mandres-en-Barrois
Mandres-en-Barrois és un municipi francès situat al departament del Mosa i a la regió del Gran Est. L'any 2007 tenia 131 habitants.

## Demografia

### Població
El 2007 la població de fet de Mandres-en-Barrois era de 131 persones. Hi havia 45 famílies, de les quals 12 eren unipersonals (12 dones vivint soles i 12 dones vivint soles), 13 parelles sense fills i 20 parelles amb fills.
La població ha evolucionat segons el següent gràfic:
Habitants censats

### Habitatges
El 2007 hi havia 64 habitatges, 50 eren l'habitatge principal de la família, 5 eren segones residències i 9 estaven desocupats. 61 eren cases i 3 eren apartaments. Dels 50 habitatges principals, 44 estaven ocupats pels seus propietaris, 5 estaven llogats i ocupats pels llogaters i 1 estava cedit a títol gratuït; 4 tenien dues cambres, 3 en tenien tres, 13 en tenien quatre i 30 en tenien cinc o més. 40 habitatges disposaven pel capbaix d'una plaça de pàrquing. A 28 habitatges hi havia un automòbil i a 15 n'hi havia dos o més.

### Piràmide de població
La piràmide de població per edats i sexe el 2009 era:
| Homes | Edats   | Dones |
| ----- | ------- | ----- |
| 0     | 95 o +  | 0     |
| 0     | 90 a 94 | 0     |
| 0     | 85 a 89 | 0     |
| 0     | 80 a 84 | 0     |
| 0     | 75 a 79 | 4     |
| 4     | 70 a 74 | 4     |
| 8     | 65 a 69 | 4     |
| 4     | 60 a 64 | 8     |
| 0     | 55 a 59 | 8     |
| 0     | 50 a 54 | 0     |
| 4     | 45 a 49 | 0     |
| 4     | 40 a 44 | 0     |
| 16    | 35 a 39 | 16    |
| 0     | 30 a 34 | 0     |
| 4     | 25 a 29 | 4     |
| 0     | 20 a 24 | 0     |
| 0     | 15 a 19 | 4     |
| 8     | 10 a 14 | 4     |
| 4     | 5 a 9   | 8     |
| 8     | 0 a 4   | 0     |

## Economia
El 2007 la població en edat de treballar era de 76 persones, 55 eren actives i 21 eren inactives. De les 55 persones actives 51 estaven ocupades (33 homes i 18 dones) i 4 estaven aturades (2 homes i 2 dones). De les 21 persones inactives 6 estaven jubilades, 7 estaven estudiant i 8 estaven classificades com a «altres inactius».

### Ingressos
El 2009 a Mandres-en-Barrois hi havia 56 unitats fiscals que integraven 155 persones, la mediana anual d'ingressos fiscals per persona era de 14.058 €.

### Activitats econòmiques
Dels 3 establiments que hi havia el 2007, 1 era d'una empresa de construcció, 1 d'una empresa de comerç i reparació d'automòbils i 1 d'una empresa de transport.
L'únic servei als particulars que hi havia el 2009 era un paleta.
L'any 2000 a Mandres-en-Barrois hi havia 11 explotacions agrícoles.

## Poblacions més properes
El següent diagrama mostra les poblacions més properes.